# Goniec (szachy)
| Goniec | Goniec |
| ------ | ------ |
|        |        |

Goniec, potocznie laufer (niem. Läufer) – figura w szachach. Każdy z graczy rozpoczyna grę z dwoma gońcami. Jeden stoi pomiędzy królewskim skoczkiem i królem, a drugi – pomiędzy hetmanem i hetmańskim skoczkiem. W notacji algebraicznej gońce białych znajdują się na polach c1 i f1, gońce czarnych na c8 i f8.
Gońce jednego koloru można rozróżniać w zależności od ich początkowego pola, nazywając je odpowiednio królewskim i hetmańskim. Ponieważ goniec zawsze operuje na polach tego samego koloru, częściej używa się rozróżnienia na gońce białopolowe i czarnopolowe. Dla białych goniec królewski będzie gońcem białopolowym, a hetmański czarnopolowym, natomiast dla czarnych goniec królewski będzie gońcem czarnopolowym a hetmański białopolowym.
Goniec porusza się wyłącznie po przekątnych pól, w dowolnym kierunku, o dowolną liczbę niezajętych pól. Gońce nie mogą przeskakiwać nad innymi bierkami. Goniec bije bierkę przeciwnika, zajmując jej pole. 
Ponieważ goniec ma dostęp jedynie do trzydziestu dwóch pól szachownicy, jest figurą słabszą od wieży, dla której wszystkie pola szachownicy są dostępne. Co więcej, na pustej szachownicy wieża zawsze atakuje czternaście pól, podczas gdy goniec – od siedmiu do trzynastu, w zależności od tego, jak blisko jest centrum. Przyjmuje się, że wieża jest warta tyle, ile goniec i dwa piony.
Siła gońca jest porównywalna z siłą skoczka. W pozycjach zamkniętych skoczek jest nieco silniejszy od gońca, ponieważ może przeskakiwać inne bierki i jest bardziej mobilny na zatłoczonej szachownicy. Częściej jest też wykorzystywany do podwójnego uderzenia. Wartość gońca rośnie w otwartych pozycjach, gdy łatwiej mu się przemieszczać po szachownicy. Typowym motywem taktycznym z udziałem gońca jest jego klasyczna ofiara. W końcówkach para gońców ma zazwyczaj istotną przewagę nad parą skoczków lub skoczkiem i gońcem.
Gracz z jednym gońcem powinien zasadniczo ustawiać swoje piony na polach, do których goniec nie ma dostępu. Gońca, którego ruchy są znacznie ograniczone przez własne piony często nazywa się złym gońcem (czasami dużym pionem).
Gońce są często rozwijane na przekątną (długą diagonalę), np. goniec f1 na g2 (po ruchu pionem g2-g3). Z pola g2 goniec operuje na diagonali h1-a8. Taki manewr nazywa się fianchetto.
Końcówki, w których przeciwnicy mają po jednym gońcu i oba operują na polach tego samego koloru, często kończą się wygraną jednej ze stron, nawet przy równowadze materialnej. Końcówki z różnobarwnymi gońcami są zazwyczaj remisowe, nawet gdy strona silniejsza ma piona lub dwa przewagi.
|   | a | b | c | d | e | f | g | h |   |
| 8 | h8 – Czarne kółko · a7 – Czarne kółko · g7 – Czarne kółko · b6 – Czarne kółko · f6 – Czarne kółko · c5 – Czarne kółko · e5 – Czarne kółko · d4 – Biały goniec · c3 – Czarne kółko · e3 – Czarne kółko · b2 – Czarne kółko · f2 – Czarne kółko · a1 – Czarne kółko · g1 – Czarne kółko | h8 – Czarne kółko · a7 – Czarne kółko · g7 – Czarne kółko · b6 – Czarne kółko · f6 – Czarne kółko · c5 – Czarne kółko · e5 – Czarne kółko · d4 – Biały goniec · c3 – Czarne kółko · e3 – Czarne kółko · b2 – Czarne kółko · f2 – Czarne kółko · a1 – Czarne kółko · g1 – Czarne kółko | h8 – Czarne kółko · a7 – Czarne kółko · g7 – Czarne kółko · b6 – Czarne kółko · f6 – Czarne kółko · c5 – Czarne kółko · e5 – Czarne kółko · d4 – Biały goniec · c3 – Czarne kółko · e3 – Czarne kółko · b2 – Czarne kółko · f2 – Czarne kółko · a1 – Czarne kółko · g1 – Czarne kółko | h8 – Czarne kółko · a7 – Czarne kółko · g7 – Czarne kółko · b6 – Czarne kółko · f6 – Czarne kółko · c5 – Czarne kółko · e5 – Czarne kółko · d4 – Biały goniec · c3 – Czarne kółko · e3 – Czarne kółko · b2 – Czarne kółko · f2 – Czarne kółko · a1 – Czarne kółko · g1 – Czarne kółko | h8 – Czarne kółko · a7 – Czarne kółko · g7 – Czarne kółko · b6 – Czarne kółko · f6 – Czarne kółko · c5 – Czarne kółko · e5 – Czarne kółko · d4 – Biały goniec · c3 – Czarne kółko · e3 – Czarne kółko · b2 – Czarne kółko · f2 – Czarne kółko · a1 – Czarne kółko · g1 – Czarne kółko | h8 – Czarne kółko · a7 – Czarne kółko · g7 – Czarne kółko · b6 – Czarne kółko · f6 – Czarne kółko · c5 – Czarne kółko · e5 – Czarne kółko · d4 – Biały goniec · c3 – Czarne kółko · e3 – Czarne kółko · b2 – Czarne kółko · f2 – Czarne kółko · a1 – Czarne kółko · g1 – Czarne kółko | h8 – Czarne kółko · a7 – Czarne kółko · g7 – Czarne kółko · b6 – Czarne kółko · f6 – Czarne kółko · c5 – Czarne kółko · e5 – Czarne kółko · d4 – Biały goniec · c3 – Czarne kółko · e3 – Czarne kółko · b2 – Czarne kółko · f2 – Czarne kółko · a1 – Czarne kółko · g1 – Czarne kółko | h8 – Czarne kółko · a7 – Czarne kółko · g7 – Czarne kółko · b6 – Czarne kółko · f6 – Czarne kółko · c5 – Czarne kółko · e5 – Czarne kółko · d4 – Biały goniec · c3 – Czarne kółko · e3 – Czarne kółko · b2 – Czarne kółko · f2 – Czarne kółko · a1 – Czarne kółko · g1 – Czarne kółko | 8 |
| 7 | h8 – Czarne kółko · a7 – Czarne kółko · g7 – Czarne kółko · b6 – Czarne kółko · f6 – Czarne kółko · c5 – Czarne kółko · e5 – Czarne kółko · d4 – Biały goniec · c3 – Czarne kółko · e3 – Czarne kółko · b2 – Czarne kółko · f2 – Czarne kółko · a1 – Czarne kółko · g1 – Czarne kółko | h8 – Czarne kółko · a7 – Czarne kółko · g7 – Czarne kółko · b6 – Czarne kółko · f6 – Czarne kółko · c5 – Czarne kółko · e5 – Czarne kółko · d4 – Biały goniec · c3 – Czarne kółko · e3 – Czarne kółko · b2 – Czarne kółko · f2 – Czarne kółko · a1 – Czarne kółko · g1 – Czarne kółko | h8 – Czarne kółko · a7 – Czarne kółko · g7 – Czarne kółko · b6 – Czarne kółko · f6 – Czarne kółko · c5 – Czarne kółko · e5 – Czarne kółko · d4 – Biały goniec · c3 – Czarne kółko · e3 – Czarne kółko · b2 – Czarne kółko · f2 – Czarne kółko · a1 – Czarne kółko · g1 – Czarne kółko | h8 – Czarne kółko · a7 – Czarne kółko · g7 – Czarne kółko · b6 – Czarne kółko · f6 – Czarne kółko · c5 – Czarne kółko · e5 – Czarne kółko · d4 – Biały goniec · c3 – Czarne kółko · e3 – Czarne kółko · b2 – Czarne kółko · f2 – Czarne kółko · a1 – Czarne kółko · g1 – Czarne kółko | h8 – Czarne kółko · a7 – Czarne kółko · g7 – Czarne kółko · b6 – Czarne kółko · f6 – Czarne kółko · c5 – Czarne kółko · e5 – Czarne kółko · d4 – Biały goniec · c3 – Czarne kółko · e3 – Czarne kółko · b2 – Czarne kółko · f2 – Czarne kółko · a1 – Czarne kółko · g1 – Czarne kółko | h8 – Czarne kółko · a7 – Czarne kółko · g7 – Czarne kółko · b6 – Czarne kółko · f6 – Czarne kółko · c5 – Czarne kółko · e5 – Czarne kółko · d4 – Biały goniec · c3 – Czarne kółko · e3 – Czarne kółko · b2 – Czarne kółko · f2 – Czarne kółko · a1 – Czarne kółko · g1 – Czarne kółko | h8 – Czarne kółko · a7 – Czarne kółko · g7 – Czarne kółko · b6 – Czarne kółko · f6 – Czarne kółko · c5 – Czarne kółko · e5 – Czarne kółko · d4 – Biały goniec · c3 – Czarne kółko · e3 – Czarne kółko · b2 – Czarne kółko · f2 – Czarne kółko · a1 – Czarne kółko · g1 – Czarne kółko | h8 – Czarne kółko · a7 – Czarne kółko · g7 – Czarne kółko · b6 – Czarne kółko · f6 – Czarne kółko · c5 – Czarne kółko · e5 – Czarne kółko · d4 – Biały goniec · c3 – Czarne kółko · e3 – Czarne kółko · b2 – Czarne kółko · f2 – Czarne kółko · a1 – Czarne kółko · g1 – Czarne kółko | 7 |
| 6 | h8 – Czarne kółko · a7 – Czarne kółko · g7 – Czarne kółko · b6 – Czarne kółko · f6 – Czarne kółko · c5 – Czarne kółko · e5 – Czarne kółko · d4 – Biały goniec · c3 – Czarne kółko · e3 – Czarne kółko · b2 – Czarne kółko · f2 – Czarne kółko · a1 – Czarne kółko · g1 – Czarne kółko | h8 – Czarne kółko · a7 – Czarne kółko · g7 – Czarne kółko · b6 – Czarne kółko · f6 – Czarne kółko · c5 – Czarne kółko · e5 – Czarne kółko · d4 – Biały goniec · c3 – Czarne kółko · e3 – Czarne kółko · b2 – Czarne kółko · f2 – Czarne kółko · a1 – Czarne kółko · g1 – Czarne kółko | h8 – Czarne kółko · a7 – Czarne kółko · g7 – Czarne kółko · b6 – Czarne kółko · f6 – Czarne kółko · c5 – Czarne kółko · e5 – Czarne kółko · d4 – Biały goniec · c3 – Czarne kółko · e3 – Czarne kółko · b2 – Czarne kółko · f2 – Czarne kółko · a1 – Czarne kółko · g1 – Czarne kółko | h8 – Czarne kółko · a7 – Czarne kółko · g7 – Czarne kółko · b6 – Czarne kółko · f6 – Czarne kółko · c5 – Czarne kółko · e5 – Czarne kółko · d4 – Biały goniec · c3 – Czarne kółko · e3 – Czarne kółko · b2 – Czarne kółko · f2 – Czarne kółko · a1 – Czarne kółko · g1 – Czarne kółko | h8 – Czarne kółko · a7 – Czarne kółko · g7 – Czarne kółko · b6 – Czarne kółko · f6 – Czarne kółko · c5 – Czarne kółko · e5 – Czarne kółko · d4 – Biały goniec · c3 – Czarne kółko · e3 – Czarne kółko · b2 – Czarne kółko · f2 – Czarne kółko · a1 – Czarne kółko · g1 – Czarne kółko | h8 – Czarne kółko · a7 – Czarne kółko · g7 – Czarne kółko · b6 – Czarne kółko · f6 – Czarne kółko · c5 – Czarne kółko · e5 – Czarne kółko · d4 – Biały goniec · c3 – Czarne kółko · e3 – Czarne kółko · b2 – Czarne kółko · f2 – Czarne kółko · a1 – Czarne kółko · g1 – Czarne kółko | h8 – Czarne kółko · a7 – Czarne kółko · g7 – Czarne kółko · b6 – Czarne kółko · f6 – Czarne kółko · c5 – Czarne kółko · e5 – Czarne kółko · d4 – Biały goniec · c3 – Czarne kółko · e3 – Czarne kółko · b2 – Czarne kółko · f2 – Czarne kółko · a1 – Czarne kółko · g1 – Czarne kółko | h8 – Czarne kółko · a7 – Czarne kółko · g7 – Czarne kółko · b6 – Czarne kółko · f6 – Czarne kółko · c5 – Czarne kółko · e5 – Czarne kółko · d4 – Biały goniec · c3 – Czarne kółko · e3 – Czarne kółko · b2 – Czarne kółko · f2 – Czarne kółko · a1 – Czarne kółko · g1 – Czarne kółko | 6 |
| 5 | h8 – Czarne kółko · a7 – Czarne kółko · g7 – Czarne kółko · b6 – Czarne kółko · f6 – Czarne kółko · c5 – Czarne kółko · e5 – Czarne kółko · d4 – Biały goniec · c3 – Czarne kółko · e3 – Czarne kółko · b2 – Czarne kółko · f2 – Czarne kółko · a1 – Czarne kółko · g1 – Czarne kółko | h8 – Czarne kółko · a7 – Czarne kółko · g7 – Czarne kółko · b6 – Czarne kółko · f6 – Czarne kółko · c5 – Czarne kółko · e5 – Czarne kółko · d4 – Biały goniec · c3 – Czarne kółko · e3 – Czarne kółko · b2 – Czarne kółko · f2 – Czarne kółko · a1 – Czarne kółko · g1 – Czarne kółko | h8 – Czarne kółko · a7 – Czarne kółko · g7 – Czarne kółko · b6 – Czarne kółko · f6 – Czarne kółko · c5 – Czarne kółko · e5 – Czarne kółko · d4 – Biały goniec · c3 – Czarne kółko · e3 – Czarne kółko · b2 – Czarne kółko · f2 – Czarne kółko · a1 – Czarne kółko · g1 – Czarne kółko | h8 – Czarne kółko · a7 – Czarne kółko · g7 – Czarne kółko · b6 – Czarne kółko · f6 – Czarne kółko · c5 – Czarne kółko · e5 – Czarne kółko · d4 – Biały goniec · c3 – Czarne kółko · e3 – Czarne kółko · b2 – Czarne kółko · f2 – Czarne kółko · a1 – Czarne kółko · g1 – Czarne kółko | h8 – Czarne kółko · a7 – Czarne kółko · g7 – Czarne kółko · b6 – Czarne kółko · f6 – Czarne kółko · c5 – Czarne kółko · e5 – Czarne kółko · d4 – Biały goniec · c3 – Czarne kółko · e3 – Czarne kółko · b2 – Czarne kółko · f2 – Czarne kółko · a1 – Czarne kółko · g1 – Czarne kółko | h8 – Czarne kółko · a7 – Czarne kółko · g7 – Czarne kółko · b6 – Czarne kółko · f6 – Czarne kółko · c5 – Czarne kółko · e5 – Czarne kółko · d4 – Biały goniec · c3 – Czarne kółko · e3 – Czarne kółko · b2 – Czarne kółko · f2 – Czarne kółko · a1 – Czarne kółko · g1 – Czarne kółko | h8 – Czarne kółko · a7 – Czarne kółko · g7 – Czarne kółko · b6 – Czarne kółko · f6 – Czarne kółko · c5 – Czarne kółko · e5 – Czarne kółko · d4 – Biały goniec · c3 – Czarne kółko · e3 – Czarne kółko · b2 – Czarne kółko · f2 – Czarne kółko · a1 – Czarne kółko · g1 – Czarne kółko | h8 – Czarne kółko · a7 – Czarne kółko · g7 – Czarne kółko · b6 – Czarne kółko · f6 – Czarne kółko · c5 – Czarne kółko · e5 – Czarne kółko · d4 – Biały goniec · c3 – Czarne kółko · e3 – Czarne kółko · b2 – Czarne kółko · f2 – Czarne kółko · a1 – Czarne kółko · g1 – Czarne kółko | 5 |
| 4 | h8 – Czarne kółko · a7 – Czarne kółko · g7 – Czarne kółko · b6 – Czarne kółko · f6 – Czarne kółko · c5 – Czarne kółko · e5 – Czarne kółko · d4 – Biały goniec · c3 – Czarne kółko · e3 – Czarne kółko · b2 – Czarne kółko · f2 – Czarne kółko · a1 – Czarne kółko · g1 – Czarne kółko | h8 – Czarne kółko · a7 – Czarne kółko · g7 – Czarne kółko · b6 – Czarne kółko · f6 – Czarne kółko · c5 – Czarne kółko · e5 – Czarne kółko · d4 – Biały goniec · c3 – Czarne kółko · e3 – Czarne kółko · b2 – Czarne kółko · f2 – Czarne kółko · a1 – Czarne kółko · g1 – Czarne kółko | h8 – Czarne kółko · a7 – Czarne kółko · g7 – Czarne kółko · b6 – Czarne kółko · f6 – Czarne kółko · c5 – Czarne kółko · e5 – Czarne kółko · d4 – Biały goniec · c3 – Czarne kółko · e3 – Czarne kółko · b2 – Czarne kółko · f2 – Czarne kółko · a1 – Czarne kółko · g1 – Czarne kółko | h8 – Czarne kółko · a7 – Czarne kółko · g7 – Czarne kółko · b6 – Czarne kółko · f6 – Czarne kółko · c5 – Czarne kółko · e5 – Czarne kółko · d4 – Biały goniec · c3 – Czarne kółko · e3 – Czarne kółko · b2 – Czarne kółko · f2 – Czarne kółko · a1 – Czarne kółko · g1 – Czarne kółko | h8 – Czarne kółko · a7 – Czarne kółko · g7 – Czarne kółko · b6 – Czarne kółko · f6 – Czarne kółko · c5 – Czarne kółko · e5 – Czarne kółko · d4 – Biały goniec · c3 – Czarne kółko · e3 – Czarne kółko · b2 – Czarne kółko · f2 – Czarne kółko · a1 – Czarne kółko · g1 – Czarne kółko | h8 – Czarne kółko · a7 – Czarne kółko · g7 – Czarne kółko · b6 – Czarne kółko · f6 – Czarne kółko · c5 – Czarne kółko · e5 – Czarne kółko · d4 – Biały goniec · c3 – Czarne kółko · e3 – Czarne kółko · b2 – Czarne kółko · f2 – Czarne kółko · a1 – Czarne kółko · g1 – Czarne kółko | h8 – Czarne kółko · a7 – Czarne kółko · g7 – Czarne kółko · b6 – Czarne kółko · f6 – Czarne kółko · c5 – Czarne kółko · e5 – Czarne kółko · d4 – Biały goniec · c3 – Czarne kółko · e3 – Czarne kółko · b2 – Czarne kółko · f2 – Czarne kółko · a1 – Czarne kółko · g1 – Czarne kółko | h8 – Czarne kółko · a7 – Czarne kółko · g7 – Czarne kółko · b6 – Czarne kółko · f6 – Czarne kółko · c5 – Czarne kółko · e5 – Czarne kółko · d4 – Biały goniec · c3 – Czarne kółko · e3 – Czarne kółko · b2 – Czarne kółko · f2 – Czarne kółko · a1 – Czarne kółko · g1 – Czarne kółko | 4 |
| 3 | h8 – Czarne kółko · a7 – Czarne kółko · g7 – Czarne kółko · b6 – Czarne kółko · f6 – Czarne kółko · c5 – Czarne kółko · e5 – Czarne kółko · d4 – Biały goniec · c3 – Czarne kółko · e3 – Czarne kółko · b2 – Czarne kółko · f2 – Czarne kółko · a1 – Czarne kółko · g1 – Czarne kółko | h8 – Czarne kółko · a7 – Czarne kółko · g7 – Czarne kółko · b6 – Czarne kółko · f6 – Czarne kółko · c5 – Czarne kółko · e5 – Czarne kółko · d4 – Biały goniec · c3 – Czarne kółko · e3 – Czarne kółko · b2 – Czarne kółko · f2 – Czarne kółko · a1 – Czarne kółko · g1 – Czarne kółko | h8 – Czarne kółko · a7 – Czarne kółko · g7 – Czarne kółko · b6 – Czarne kółko · f6 – Czarne kółko · c5 – Czarne kółko · e5 – Czarne kółko · d4 – Biały goniec · c3 – Czarne kółko · e3 – Czarne kółko · b2 – Czarne kółko · f2 – Czarne kółko · a1 – Czarne kółko · g1 – Czarne kółko | h8 – Czarne kółko · a7 – Czarne kółko · g7 – Czarne kółko · b6 – Czarne kółko · f6 – Czarne kółko · c5 – Czarne kółko · e5 – Czarne kółko · d4 – Biały goniec · c3 – Czarne kółko · e3 – Czarne kółko · b2 – Czarne kółko · f2 – Czarne kółko · a1 – Czarne kółko · g1 – Czarne kółko | h8 – Czarne kółko · a7 – Czarne kółko · g7 – Czarne kółko · b6 – Czarne kółko · f6 – Czarne kółko · c5 – Czarne kółko · e5 – Czarne kółko · d4 – Biały goniec · c3 – Czarne kółko · e3 – Czarne kółko · b2 – Czarne kółko · f2 – Czarne kółko · a1 – Czarne kółko · g1 – Czarne kółko | h8 – Czarne kółko · a7 – Czarne kółko · g7 – Czarne kółko · b6 – Czarne kółko · f6 – Czarne kółko · c5 – Czarne kółko · e5 – Czarne kółko · d4 – Biały goniec · c3 – Czarne kółko · e3 – Czarne kółko · b2 – Czarne kółko · f2 – Czarne kółko · a1 – Czarne kółko · g1 – Czarne kółko | h8 – Czarne kółko · a7 – Czarne kółko · g7 – Czarne kółko · b6 – Czarne kółko · f6 – Czarne kółko · c5 – Czarne kółko · e5 – Czarne kółko · d4 – Biały goniec · c3 – Czarne kółko · e3 – Czarne kółko · b2 – Czarne kółko · f2 – Czarne kółko · a1 – Czarne kółko · g1 – Czarne kółko | h8 – Czarne kółko · a7 – Czarne kółko · g7 – Czarne kółko · b6 – Czarne kółko · f6 – Czarne kółko · c5 – Czarne kółko · e5 – Czarne kółko · d4 – Biały goniec · c3 – Czarne kółko · e3 – Czarne kółko · b2 – Czarne kółko · f2 – Czarne kółko · a1 – Czarne kółko · g1 – Czarne kółko | 3 |
| 2 | h8 – Czarne kółko · a7 – Czarne kółko · g7 – Czarne kółko · b6 – Czarne kółko · f6 – Czarne kółko · c5 – Czarne kółko · e5 – Czarne kółko · d4 – Biały goniec · c3 – Czarne kółko · e3 – Czarne kółko · b2 – Czarne kółko · f2 – Czarne kółko · a1 – Czarne kółko · g1 – Czarne kółko | h8 – Czarne kółko · a7 – Czarne kółko · g7 – Czarne kółko · b6 – Czarne kółko · f6 – Czarne kółko · c5 – Czarne kółko · e5 – Czarne kółko · d4 – Biały goniec · c3 – Czarne kółko · e3 – Czarne kółko · b2 – Czarne kółko · f2 – Czarne kółko · a1 – Czarne kółko · g1 – Czarne kółko | h8 – Czarne kółko · a7 – Czarne kółko · g7 – Czarne kółko · b6 – Czarne kółko · f6 – Czarne kółko · c5 – Czarne kółko · e5 – Czarne kółko · d4 – Biały goniec · c3 – Czarne kółko · e3 – Czarne kółko · b2 – Czarne kółko · f2 – Czarne kółko · a1 – Czarne kółko · g1 – Czarne kółko | h8 – Czarne kółko · a7 – Czarne kółko · g7 – Czarne kółko · b6 – Czarne kółko · f6 – Czarne kółko · c5 – Czarne kółko · e5 – Czarne kółko · d4 – Biały goniec · c3 – Czarne kółko · e3 – Czarne kółko · b2 – Czarne kółko · f2 – Czarne kółko · a1 – Czarne kółko · g1 – Czarne kółko | h8 – Czarne kółko · a7 – Czarne kółko · g7 – Czarne kółko · b6 – Czarne kółko · f6 – Czarne kółko · c5 – Czarne kółko · e5 – Czarne kółko · d4 – Biały goniec · c3 – Czarne kółko · e3 – Czarne kółko · b2 – Czarne kółko · f2 – Czarne kółko · a1 – Czarne kółko · g1 – Czarne kółko | h8 – Czarne kółko · a7 – Czarne kółko · g7 – Czarne kółko · b6 – Czarne kółko · f6 – Czarne kółko · c5 – Czarne kółko · e5 – Czarne kółko · d4 – Biały goniec · c3 – Czarne kółko · e3 – Czarne kółko · b2 – Czarne kółko · f2 – Czarne kółko · a1 – Czarne kółko · g1 – Czarne kółko | h8 – Czarne kółko · a7 – Czarne kółko · g7 – Czarne kółko · b6 – Czarne kółko · f6 – Czarne kółko · c5 – Czarne kółko · e5 – Czarne kółko · d4 – Biały goniec · c3 – Czarne kółko · e3 – Czarne kółko · b2 – Czarne kółko · f2 – Czarne kółko · a1 – Czarne kółko · g1 – Czarne kółko | h8 – Czarne kółko · a7 – Czarne kółko · g7 – Czarne kółko · b6 – Czarne kółko · f6 – Czarne kółko · c5 – Czarne kółko · e5 – Czarne kółko · d4 – Biały goniec · c3 – Czarne kółko · e3 – Czarne kółko · b2 – Czarne kółko · f2 – Czarne kółko · a1 – Czarne kółko · g1 – Czarne kółko | 2 |
| 1 | h8 – Czarne kółko · a7 – Czarne kółko · g7 – Czarne kółko · b6 – Czarne kółko · f6 – Czarne kółko · c5 – Czarne kółko · e5 – Czarne kółko · d4 – Biały goniec · c3 – Czarne kółko · e3 – Czarne kółko · b2 – Czarne kółko · f2 – Czarne kółko · a1 – Czarne kółko · g1 – Czarne kółko | h8 – Czarne kółko · a7 – Czarne kółko · g7 – Czarne kółko · b6 – Czarne kółko · f6 – Czarne kółko · c5 – Czarne kółko · e5 – Czarne kółko · d4 – Biały goniec · c3 – Czarne kółko · e3 – Czarne kółko · b2 – Czarne kółko · f2 – Czarne kółko · a1 – Czarne kółko · g1 – Czarne kółko | h8 – Czarne kółko · a7 – Czarne kółko · g7 – Czarne kółko · b6 – Czarne kółko · f6 – Czarne kółko · c5 – Czarne kółko · e5 – Czarne kółko · d4 – Biały goniec · c3 – Czarne kółko · e3 – Czarne kółko · b2 – Czarne kółko · f2 – Czarne kółko · a1 – Czarne kółko · g1 – Czarne kółko | h8 – Czarne kółko · a7 – Czarne kółko · g7 – Czarne kółko · b6 – Czarne kółko · f6 – Czarne kółko · c5 – Czarne kółko · e5 – Czarne kółko · d4 – Biały goniec · c3 – Czarne kółko · e3 – Czarne kółko · b2 – Czarne kółko · f2 – Czarne kółko · a1 – Czarne kółko · g1 – Czarne kółko | h8 – Czarne kółko · a7 – Czarne kółko · g7 – Czarne kółko · b6 – Czarne kółko · f6 – Czarne kółko · c5 – Czarne kółko · e5 – Czarne kółko · d4 – Biały goniec · c3 – Czarne kółko · e3 – Czarne kółko · b2 – Czarne kółko · f2 – Czarne kółko · a1 – Czarne kółko · g1 – Czarne kółko | h8 – Czarne kółko · a7 – Czarne kółko · g7 – Czarne kółko · b6 – Czarne kółko · f6 – Czarne kółko · c5 – Czarne kółko · e5 – Czarne kółko · d4 – Biały goniec · c3 – Czarne kółko · e3 – Czarne kółko · b2 – Czarne kółko · f2 – Czarne kółko · a1 – Czarne kółko · g1 – Czarne kółko | h8 – Czarne kółko · a7 – Czarne kółko · g7 – Czarne kółko · b6 – Czarne kółko · f6 – Czarne kółko · c5 – Czarne kółko · e5 – Czarne kółko · d4 – Biały goniec · c3 – Czarne kółko · e3 – Czarne kółko · b2 – Czarne kółko · f2 – Czarne kółko · a1 – Czarne kółko · g1 – Czarne kółko | h8 – Czarne kółko · a7 – Czarne kółko · g7 – Czarne kółko · b6 – Czarne kółko · f6 – Czarne kółko · c5 – Czarne kółko · e5 – Czarne kółko · d4 – Biały goniec · c3 – Czarne kółko · e3 – Czarne kółko · b2 – Czarne kółko · f2 – Czarne kółko · a1 – Czarne kółko · g1 – Czarne kółko | 1 |
|   | a | b | c | d | e | f | g | h |   |